# Zasiłek celowy
Zasiłek celowy – jest świadczeniem z pomocy społecznej przyznawanym na ściśle określony cel: na część lub całość pokrycia kosztów zakupu żywności, leków i leczenia, opału, odzieży, niezbędnych przedmiotów użytku domowego, drobnych remontów i napraw w mieszkaniu, a także kosztów pogrzebu.
Osobom bezdomnym i innym osobom nie posiadającym dochodu oraz możliwości uzyskania świadczeń zdrowotnych może być przyznany zasiłek celowy na pokrycie części lub całości wydatków na świadczenia zdrowotne.
Zasiłek celowy może być przyznany również w formie biletu kredytowanego.
Zasiłek celowy może być przyznany również w celu realizacji postanowień kontraktu socjalnego. Wówczas może być wypłacany niezależnie od dochodu, przez okres do 2 miesięcy od dnia, w którym osoba objęta kontraktem socjalnym, w trakcie jego realizacji, stała się osobą zatrudnioną.

## Zasiłek celowy na pokrycie wydatków powstałych w wyniku zdarzenia losowego
Świadczenie to może być przyznane osobie albo rodzinie, które poniosły straty w wyniku zdarzenia losowego. W takim przypadku może być przyznany niezależnie od dochodu i może nie podlegać zwrotowi.

## Zasiłek celowy na pokrycie wydatków związanych z klęską żywiołową lub ekologiczną
Świadczenie to może być przyznane osobie albo rodzinie, które poniosły straty w wyniku klęski żywiołowej lub ekologicznej. W takim przypadku może być przyznany niezależnie od dochodu i może nie podlegać zwrotowi.

## Specjalny zasiłek celowy
Świadczenie może być przyznane w szczególnie uzasadnionych przypadkach osobie albo rodzinie o dochodach przekraczających kryterium ustawowe – w wysokości nieprzekraczającej odpowiednio kryterium dochodowego osoby samotnie gospodarującej lub rodziny. Świadczenie to nie podlega zwrotowi.

## Zasiłek celowy na zasadach zwrotu
Świadczenie to może być przyznane w szczególnie uzasadnionych przypadkach osobie albo rodzinie o dochodach przekraczających kryterium dochodowe, ale pod warunkiem zwrotu części lub całości kwoty zasiłku.

## Kryterium dochodowe w ustawie o pomocy społecznej
Zasiłek celowy jest przyznawany osobom samotnie gospodarującym nieprzekraczającym kryterium dochodowego dla osób samotnie gospodarujących – 1010 zł – lub osobom w rodzinie nie przekraczającym kryterium dochodowego na osobę w rodzinie – 823 zł. (Dz.U. 2024 poz. 1044) 
Rada gminy, w drodze uchwały, może podwyższyć kwoty uprawniające do zasiłków okresowego i celowego.